# Patca
Patca község Somogy vármegyében, a Kaposvári járásban.

## Fekvése
Somogy vármegyében, Kaposvártól délnyugatra, Szenna és Zselickisfalud közt fekvő település.

## Története
Patca Árpád-kori település. Nevét 1252-ben Poczyta alakban írva említette először oklevél. 1374-ben Pochcha, 1394-ben Pachya írásmóddal szerepelt az oklevelekben. 1456-ban Ipoltfalvi Miklós nyerte új adományul. Az 1550. évi adólajstromban Szent-Benedekkel együtt fordult elő. 1598–99. évi adólajstromban két Padcza nevű helységet találunk. Az egyik Gereczy Bertalané, a másik Batthyány Kristófé volt. 1660-ban a Koroknai és a Topos családok voltak birtokosai, 1703 körül még a Koroknai családé volt. 1715-ben csak négy háztartást írtak benne össze. 1726-ban már a kaposfői Nursiai Szent Benedekről címzett prépostság birtoka volt, a 20. század elején pedig a Vallásalap volt a nagyobb birtokosa.
Patcától nyugatra feküdt Csókakő-puszta, melyet 1456-ban Ipoltfalvi Miklós nyert adományul.
A 20. század elején Somogy vármegye Kaposvári járásához tartozott.
1910-ben 220 magyar lakosát jegyezték fel, akik közül 35 római katolikus, 185 pedig református volt.
1944. december 2-án szovjet csapatok elfoglalták a falut.

## Közélete

### Polgármesterei
- 1990–1994: Bellai József (független)[3]
- 1994–1998: Bellai József (független)[4]
- 1998–2002: Plájás József (független)[5]
- 2002–2006: Mike Zoltán (független)[6]
- 2006–2010: Ifj. Handó János (független)[7]
- 2010–2014: Ifj. Handó János (független)[8]
- 2014–2019: Handó János (független)[9]
- 2019–2024: Handó János (független)[10]
- 2024– : Juhászné Fazekas Lívia (független)[1]

## Népesség
A település népességének változása:
| Lakosok száma | 62   | 60   | 60   | 65   | 55   | 55   | 54   |
|               | 2013 | 2014 | 2015 | 2021 | 2022 | 2023 | 2024 |

A 2011-es népszámlálás során a lakosok 100%-a magyarnak, 1,6% cigánynak mondta magát (a kettős identitások miatt a végösszeg nagyobb lehet 100%-nál). A vallási megoszlás a következő volt: római katolikus 42,6%, református 21,3%, evangélikus 1,6%, felekezet nélküli 18% (14,8% nem nyilatkozott).
2022-ben a lakosság 90,9%-a vallotta magát magyarnak, 1,8% szlováknak (9,1% nem nyilatkozott; a kettős identitások miatt a végösszeg nagyobb lehet 100%-nál). Vallásuk szerint 32,7% volt római katolikus, 12,7% református, 1,8% evangélikus, 1,8% egyéb keresztény, 27,3% felekezeten kívüli (23,6% nem válaszolt).

## Nevezetességei
- Református temploma – 1865-ben épült.
- Katica tanya – Tehénfejés, kenyérdagasztás és -sütés, fafaragás, állatgondozás, kürtőskalácssütés, batikolás, csúszdapark[13]